# Luigi Pappacoda
 (Pisciotta, 20 settembre 1595 – Lecce, 17 dicembre 1670) è stato un vescovo cattolico italiano.

## Biografia
Appartenente alla famiglia aristocratica napoletana dei Pappacoda, Luigi era il primogenito di Cesare e di Aurelia della Marra, signori di Pisciotta. Fu eletto vescovo di Capaccio il 12 febbraio 1635 e ne rimase vescovo fino al 30 maggio 1639, quando fu chiamato a reggere la diocesi di Lecce, di cui rimase vescovo fino alla morte, avvenuta il 17 dicembre 1670.
Tenne due sinodi diocesani nella città di Lecce il 2 giugno 1647 e il 20 maggio 1663.
Il 13 luglio 1658, dietro una supplica la Congregazione dei Riti approvò l'elezione dei santi Oronzo, Fortunato e Giusto a patroni di Lecce, restaurandone così il culto.
Il 1º gennaio 1659 pose la prima pietra per la costruzione della nuova cattedrale e commissionò numerose opere all'architetto e scultore Giuseppe Zimbalo: oltre al duomo e al suo campanile, il palazzo dell'episcopio.
Commissionò alcuni edifici religiosi anche in altri centri urbani che facevano parte della sua diocesi.
È sepolto nel duomo di Lecce, nel sepolcro presso l'altare di S. Oronzo.

## Genealogia episcopale
La genealogia episcopale è:
- Cardinale Guillaume d'Estouteville, O.S.B.Clun.
- Papa Sisto IV
- Papa Giulio II
- Cardinale Raffaele Sansone Riario
- Papa Leone X
- Papa Clemente VII
- Cardinale Antonio Sanseverino, O.S.Io.Hieros.
- Cardinale Giovanni Michele Saraceni
- Papa Pio V
- Cardinale Innico d'Avalos d'Aragona, O.S.Iacobi
- Cardinale Scipione Gonzaga
- Patriarca Fabio Biondi
- Papa Urbano VIII
- Cardinale Cosimo de Torres
- Cardinale Francesco Maria Brancaccio
- Vescovo Luigi Pappacoda